# Данас (новине)
Данас је српски дневни лист са седиштем у Београду. Данас је у марту 2021. године купила United Media, у чијем се власништву такође налазе новине Нова и Радар.
Осим вести, Данас се бави и социјалним питањима, питањима везаним за бившу Југославију и европским интеграцијама. Данас је медијски заговорник невладиних организација за заштиту људских права и мањина.

## Историја
Први број листа се појавио на киосцима 9. јуна 1997. године. Лист је основала група новинара која је напустила редакцију лист Наша борба. У току режима Слободана Милошевића новине су биле честа мета власти јер су тежиле да буду независне.

Како први главни уредник Данаса, Грујица Спасовић наводи у својој књизи "Данас, упркос њима", идеја о дневном листу Данас се родила знатно раније, "још у време Борбе". 
Без динара у џепу и с једним старим компјутером као једином имовином, основан је, 2. октобра 1995, Дан Граф, Предузеће за новинско-издавачку делатност. Основали су га Божидар Андрејић, Грујица Спасовић, Гордана Логар, Душан Митровић, Бранислав Чанак, Здравко Хубер, Никола Бурзан, Ludwik Wincenty Gadomski, Радивој Цветићанин, Шиме Вучковић, Рашко Ковачевић, Раде Радовановић, Радомир Личина, Весна Нинковић, Иван Торов, Предраг Митић, Александар Никашиновић, а по повратку из Јужне Африке придружио се и Милован Јауковић.

Из књиге "Данас, упркос њима: Првих хиљаду дана" Грујице Спасовића. 
20. октобра 1998. године донет је Закон о јавном информисању. Због тог закона, ове новине су више пута биле оштро кажњене. Новинама је свакодневно претило затварање све до Петооктобарских промена 2000. године.
Главни уредници Данаса били су Грујица Спасовић од 1997. до фебруара 2006, када га је наследио Михал Рамач и на тој функцији остао до 2009. године, а од 2009. Зоран Пановић до смене марта 2016. када је главни уредник постао Драгољуб Петровић.
United Media је у марту 2021. постала власник издавачке куће Дан граф и њеног листа Данас.
Beb портал Данаса је у децембру 2022. проглашен најбољим регионалним порталом вести у избору жирија и читалаца портала Медија дејли.
Поводом годишњице НАТО агресије, у Данас-у је објављен ауторски текст Нејаки мозгови на РТС-овом наковњу, у коме се тврди да је РТС био легитимна мета бомбардовања. Поводом текста оштро су реаговали Удружење новинара Србије (УНС) и Синдикат новинара Србије (СИНОС), подсећају да је недопустива релативизација и оправдавање било ког, па и овог ратног злочина. Текст је критиковао и председник Србије Александар Вучић. Овим поводом, колегијум листа и портала Данаса је издао саопштење у коме је истакнут став уредништва "да се бомбардовање РТС-а од стране НАТО алијансе и жртвовање наших колега никако не може оправдати и да представља антицивилизацијски чин, насиље и злочин."
Лист „Данас” објавио је 1. фебруара 2023. интервју са Данијелом Смитом, наводним експертом за међународне односе и безбедност с фокусом на земље западног Балкана, под насловом „Даниел Смит: Вучић мора да швати да признање независности Косова није ствар компромиса, већ признање реалности”. Након што је корисник Мирко Радош на Твитеру објавио низ твитова у којима аргументује зашто мисли да је Смит измишљена личност, Смитов Твитер налог је обрисан. Међу њима наводи да на Гуглу није могуће наћи научне референце којима би се поткрепила Смитова експертиза за међународне односе и безбедност „са фокусом на земље Западног Балкана“. Данас није први медиј који је објавио интервју са Смитом: то је претходно учинила и Ал Џазира, преносећи исту Смитову „фотографију“, која је генерисана од стране вештачке интелигенције преко сајта This Person Does Not Exist. Интервју су пренели бројни регионални медији на Смитово писање реаговало је и Министарство одбране Данас се извинио због интервјуа и рекао да „цео случај Даниела Смита je уџбенички пример како функционише руска а преко ње и српска пропаганда.”, што није наишло на одобравање њихових критичара, који су окарактерисали то као „(не)извињење”, и пребацивање одговорности за новинарску грешку на спољне факторе.

## Теме

### Карикатуре
Од самог оснивања новине Данас у својој концепцији укључују изузетне карикатуре једног од најпознатијих српских карикатуриста Предрага Кораксића Коракса. Он својим карикатурама на посебно духовит и сатиричан начин приказује актуелну стварност и дешавања у српском друштву и свету.

### Колумне
Лист Данас је познати по својим колумнама, које за лист пишу познате личности из области културе, политике и спорта. Неки од најзначајнијих колумниста су: Марко Видојковић, Јасмина Лукач, Ненад Kулачин, Миша Бркић, Алексеј Kишјухас, Теофил Панчић, Марко Шелић Марчело, Снежана Чонградин, Немања Рујевић.

### Подкаст
Од новембра 2013, године Данас има и свој подкаст под називом "Шта је Данас на менију?".  Подкаст публици пружа јединствени увид у атмосферу која влада у редакцији Данаса. Повод су различите теме које се претресају и коментаришу уз безброј дигресија.

### Бомбардовање 1999.
Данас су једне од троје новина (друго двоје су Дневни телеграф и Наша борба) које су биле забрањене 14. октобра 1998. године одлуком владе због „ширења страха и дефетизма” у време када је НАТО бомбардовање први пут постало претња. Када је, бар на неколико месеци, опасност нестала, забрана је укинута.
Током НАТО бомбардовања, новинари листа Данас су, како у књизи "Данас, упркос њима: Првих хиљаду дана" пише тадашњи главни уредник Грујица Спасовић, размишљали како да се "упркос униформисаним званичним саопштењима и агенцијским вестима, разликују од других новина". Одлучено је да се окрену "најјачем адуту" - писмима читалаца Данаса из земље и света који су писали о бомбардовању.
За деведесет дана ратног стања и „ванредног издања“ само једном смо одустали од договора да нема коментара. Учинили смо то након бомбардовања зграде Радио телевизије Србије. на првој страни, под насловом „Злочиначко убиство“, објавили смо саопштење редакције:
Ракетирање зграде РТС у време док се у њој налазило мноштво запослених новинара и техничког особља не може се квалификовати другачије него као злочиначко убиство за које не важе никакви политички и војни алибији. Одлука НАТО шефова да се бомбама обрачунају с програмском оријентацијом државне телевизије разобличава циљеве војне агресије западне алијансе на Југославију.
Визија света и друштвених односа које наговештавају протагонисти овог терористичког акта нема никакве везе с демократским идеалима исписаним на заставама оних који су кренули у обрачун с овдашњим режимом.
На жалост, под барјацима демократије овде су стигли смрт и разарање. Као новинари, грађани и људи истинске демократске и хуманистичке оријентације,с гнушањем осуђујемо овакву промоцију демократије у Србији. Као што смо из све снаге увек били за то да све балканске злочинце, без обзира на етничко порекло, сустигну заслужене казне, верујемо да ће и западни починиоци одговарати за своје злодело у Абердаревој улици у Београду.

Нека је слава нашим побијеним колегама из РТС— Spasović, Grujica (2012). Danas, uprkos njima : prvih hiljadu dana. Beograd. ISBN 978-86-83517-71-8. OCLC 872958044.

## Уредници
- Весељко Копривица (1997)
- Грујица Спасовић (1997—2006)
- Михал Рамач (2006—2009)
- Зоран Пановић (2009—2016)
- Драгољуб Петровић (од 2016)